# ゴレ島
座標: 北緯14度40分0秒 西経17度24分0秒 / 北緯14.66667度 西経17.40000度

ダカールプラトー区東に浮かぶゴレ島

ゴレ島（ゴレとう、Île de Gorée）はセネガル領の島。同国首都ダカールの沖合いにある。過去には奴隷貿易の拠点として栄え、世界遺産に登録されている。
島全体がダカール市の19の行政区の一つ、ゴレ区となっている。

## 地理
セネガル共和国の首都ダカールの沖合い約3キロメートルに浮かぶ。島は東西300メートル、南北900メートル、面積28ヘクタール程度と小さい。セネガルでは最古のイスラム教のモスクも残っている。1815年に統治国だったフランスが廃止するまで、奴隷貿易の拠点として栄えた。かつての奴隷収容所が島内に残っている。

## 歴史
1444年、ポルトガル人が到達する。
1628年、オランダにより占拠される。以後、イギリスとフランスが領有争いを繰り広げるが、最終的にフランス領とされる。フランスはフランス革命の際1794年に奴隷廃止を宣言したが、1802年にナポレオンが砂糖プランテーションの農場主の要請により撤回している。ナポレオンの最初の妻であるジョゼフィーヌ・ド・ボアルネの父も、富裕なマルチニークの農場主であった。
1815年3月百日天下の際にナポレオンはイギリスの歓心を得るために奴隷貿易を廃止した。奴隷貿易が廃止されると商業の中心はリュフィスク（1840年）、ダカール（1857年）へと移った。1872年サンルイと共にフランス式のコミューンが置かれた。ダカールも当初はゴレ・コミューンの一部だったが、1887年に独立した。1891年ゴレには2100人、ダカールに8737人の人口があった。1926年にはゴレ700人、ダカール3万3679人となり、1929年にゴレはダカールに統合された。

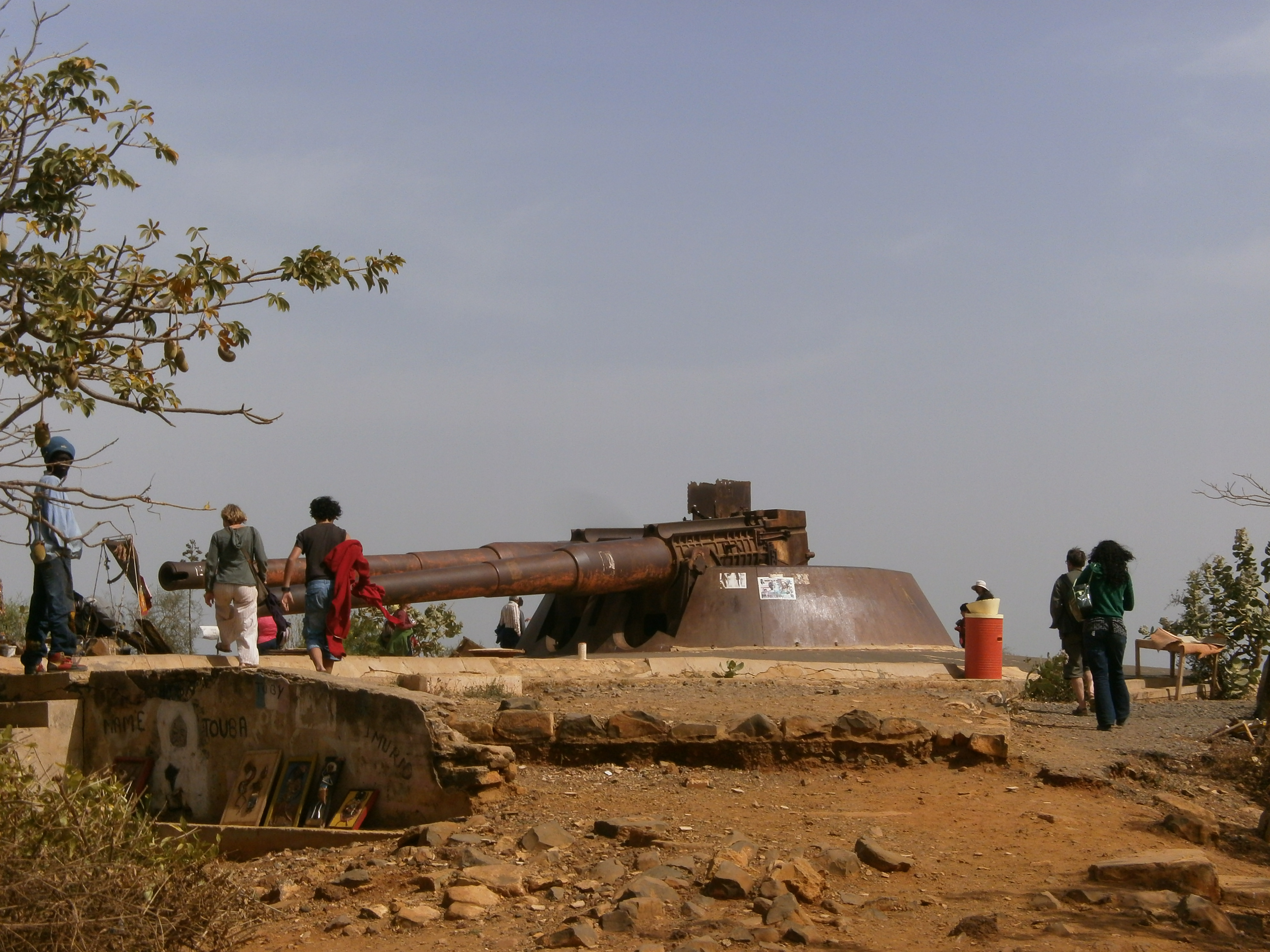
フランス統治時代にフランス軍が設置した24cm砲台
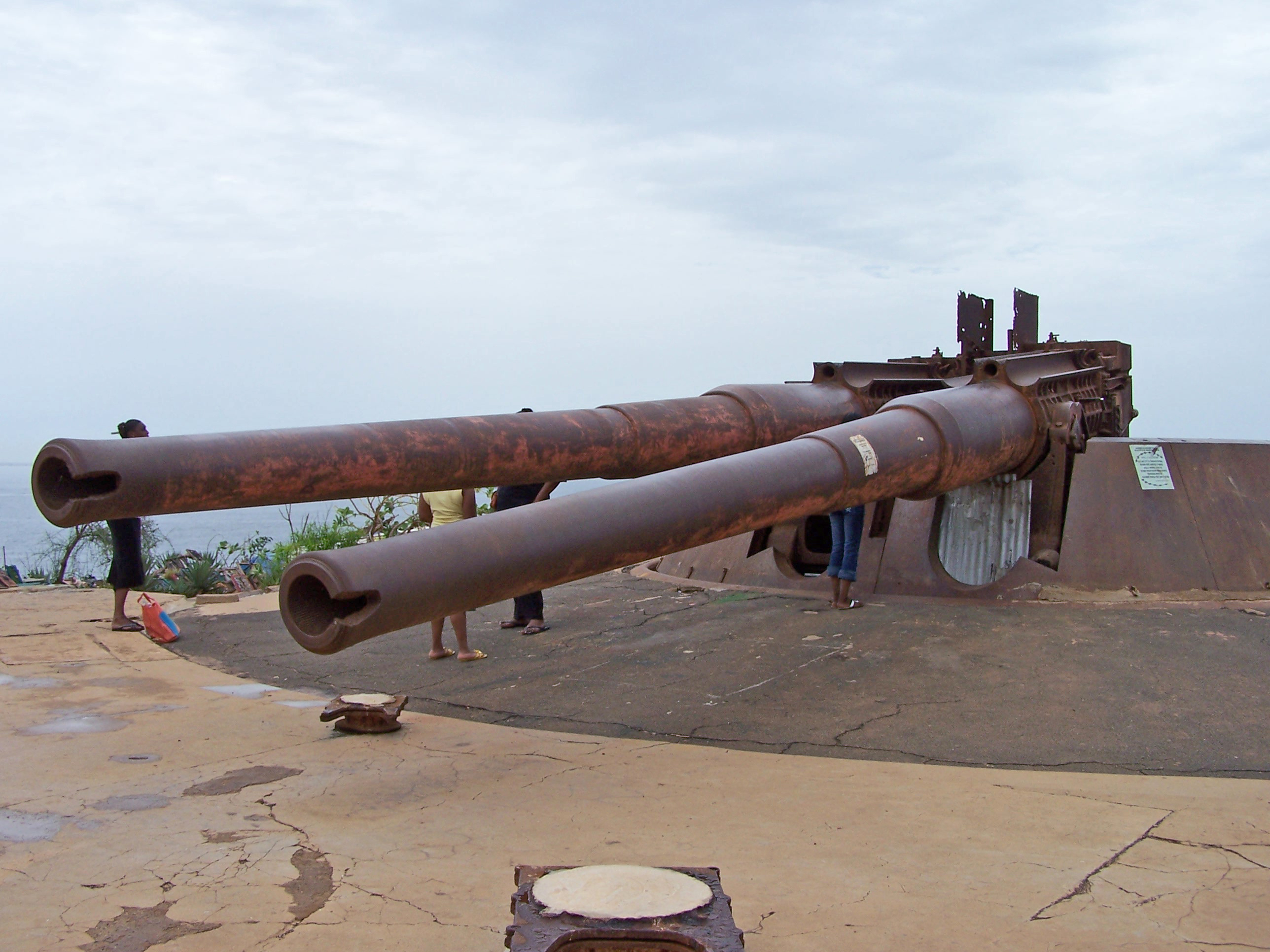

現代のゴレ島の地図

1960年セネガルの独立に伴い、セネガル領となる。
1978年に、ユネスコの世界遺産（文化遺産）として登録。奴隷貿易の拠点として栄えた史跡を背景として、負の世界遺産にも数えられている。1996年の行政改革に伴いダカール市の19区の1つとしてのゴレ・コミューンが復活し、旧市役所が再利用されている。ゴレ・コミューンの議会は5年に一度選挙され、区長は議員により選ばれる。2002年以降の区長はオーギュスタン・サンゴール。
2003年、アメリカ合衆国のブッシュ大統領がセネガルを訪問した際の、首脳会談の場所となる。会談の期間中、島民を退去させるなどしたため、「第二の奴隷」などとしてセネガル国内で大きな非難を浴びた。

## 施設
島内には、かつて奴隷の収容に使われていた奴隷の家が残されている。また、セネガル女性博物館、ゴレ島セネガル歴史博物館、IFAN海洋博物館の3つの博物館がある。

## 世界遺産

### 登録基準
この世界遺産は世界遺産登録基準のうち、以下の条件を満たし、登録された（以下の基準は世界遺産センター公表の登録基準からの翻訳、引用である）。
- (6) 顕著で普遍的な意義を有する出来事、現存する伝統、思想、信仰または芸術的、文学的作品と直接にまたは明白に関連するもの（この基準は他の基準と組み合わせて用いるのが望ましいと世界遺産委員会は考えている）。

登録基準に基づく評価内容は以下の通り。
- (6) ゴレ島は、人類社会史上最大の悲劇の一つである奴隷貿易の特別な証言である。この「記憶の島」のさまざまな要素 (要塞、建物、通り、広場など) は、それぞれ独自の方法で、15 世紀から 19 世紀にかけてアフリカ沿岸最大の奴隷貿易の中心地であったゴレ島の歴史を物語っている。

## 大衆文化
- この島を主題にした音楽作品にイアニス・クセナキスの『チェンバロとアンサンブルのためのゴレ島にて』がある。
- ジルベルト・ジルの1997年のアルバム『クワンタ』の収録曲に「ゴレーの月 (La Lune de Goree)」という作品がある。
- 東京都在住の打楽器奏者、ラティール・シーはゴレ島の出身者[3]。